# Телархе

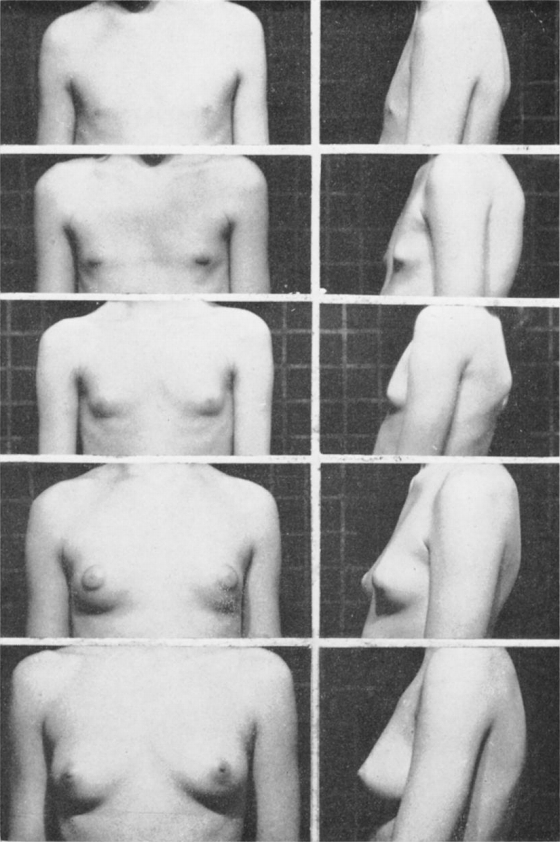
Шкала розвитку жіночих грудей Таннера

Телархе (грец. θηλή — «сосок» + грец. ἀρχή «початок») — початок вторинного розвитку грудей у жінок, що часто є початком пубертату. Це стадія, на якій молочні залози починають розвиватись під впливом статевих гормонів (естрогенів). Зазвичай стартує у віці від 8 до 13 років із значними відмінностями між дівчатками. Початковий ріст тканини молочної залози відбувається внутрішньоутробно у плодів обох статей.
Взаємодіють і призводять до змін під час телархе різні гормони. Ріст і накопичення жирової тканини в грудях індукує естроген, а розвиток молочних залоз і ареол — прогестерон (обидва виробляються яєчниками). Через зміну рівня гормонів молоді груди, найімовірніше, розвиваються асиметрично, і в багатьох випадках дорослі груди залишатимуться неоднаковими за розміром або формою.
Зазвичай менархе настає приблизно через 2 роки після початку телархе, при цьому повний розвиток грудей від телархе до дорослих триває від 2 до 4 років. Пубертат вважається затриманим, якщо розвиток молочних залоз не починається до 13 років або якщо менархе не настає протягом 3 років після телархе. Вторинний розвиток грудей до 7 або 8 років може бути ознакою передчасного телархе або передчасного пубертату. У деяких дівчаток виникає телархе з подальшим регресом розвитку грудей, а через місяці чи роки знову починається нормальний ріст грудей з нормальними пубертатними змінами (тимчасове телархе).
Пубертатні зміни, включно з розвитком грудей, оцінюють за шкалою Таннера, де стадія 1 означає відсутність розвитку грудей, стадія 2 — телархе, стадії 3 і 4 — постійний ріст грудей і розвиток ареол, а 5 стадія означає завершення розвитку. Ця система не використовує розмір грудей, а натомість вивчає форму грудей, сосків і ареол.
У деяких чоловіків стан збільшення грудей, називається гінекомастією.

## Епідеміологія та тенденції
За останні кілька десятиліть вік настання телархе зменшується. Між 1973 і 2013 роками вік телархе зменшувався зі швидкістю 0,24 року на десятиліття. Інші сучасні тенденції, які можуть сприяти цій зміні, включають збільшення ІМТ, зміни періоду статевого дозрівання та вплив довкілля. Дослідження також вказують на зв'язок між середнім віком телархе та расою. Середній вік телархе для афроамериканок у США становить від 8,9 до 9,5 років, для європеоїдних дівчаток 10-10,4 років, а для латиноамериканських приблизно 9,8 років. Крім того, у афроамериканських і мексиканських американських дівчаток розвиток грудей може відбуватися раніше, ніж в інших етнічних когортах, і може бути нормальним на 7-му році життя. У зв'язку зі зменшенням віку телархе з плином часу, існує дискусія щодо встановлення граничного значення для раннього телархе до 7 років для європеоїдних дівчаток і до 6 років для афроамериканок.
Крім того, існує зв'язок між ожирінням, хімічними забрудненнями та раннім середнім віком телархе. Дослідження показали, що ожиріння пов'язане з більш раннім середнім віком телархе. Крім того, поширеність передчасного телархе зростає протягом останніх кількох років, що багато хто пояснює пестицидами. Експериментальні дані вказують на вплив хімічних забруднювачів під час вагітності та пубертату, причому такі хімічні речовини, як фталати, мають високий зв'язок із частотою передчасного телархе.

## Ізольоване передчасне телархе

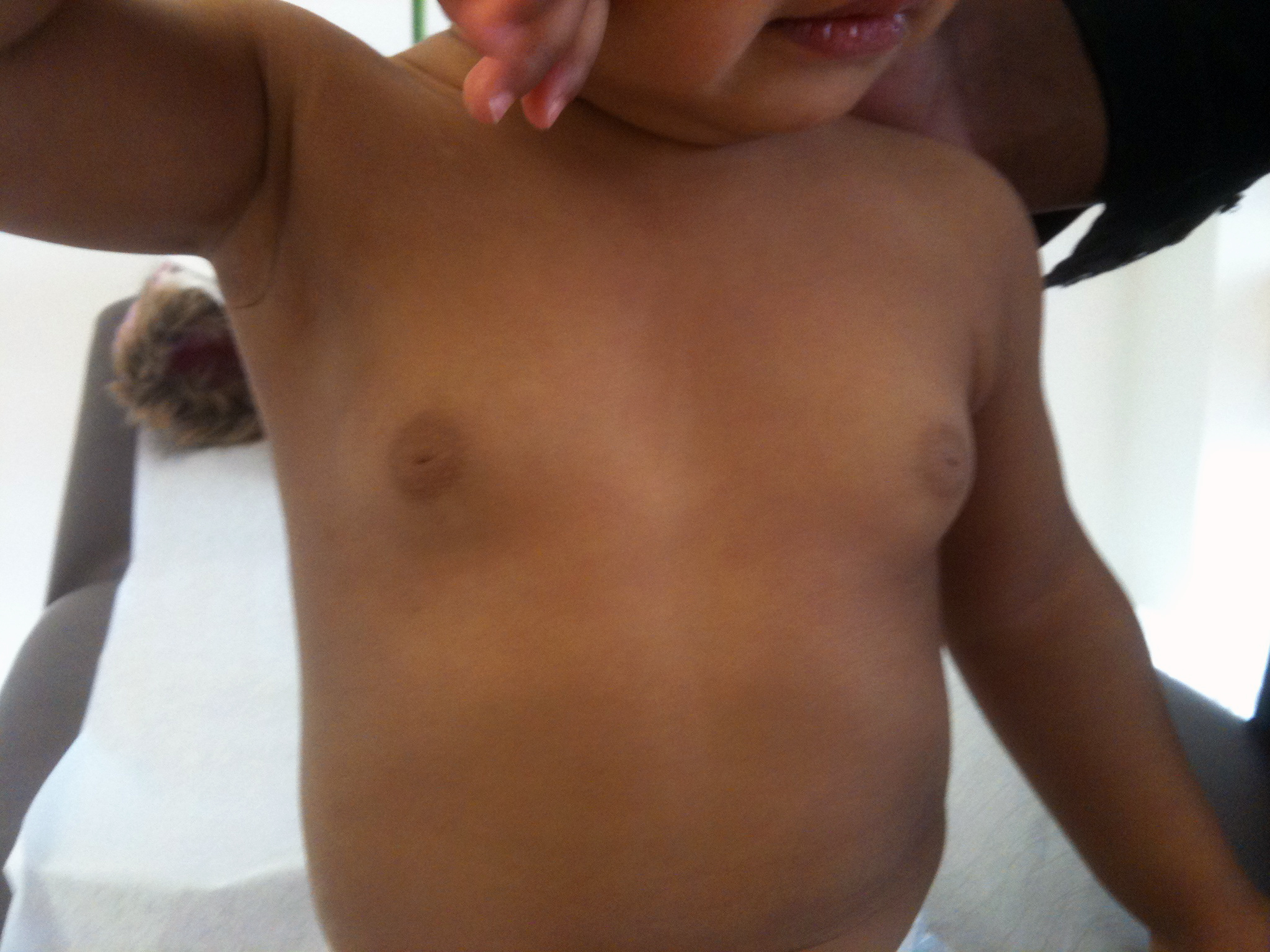
Дівчинка 12-місяців з передчасним телархе

Передчасне телархе — доброякісний стан, при якому груди у дівчинки розвиваються до 8-річного віку без будь-яких супутніх пубертатних змін: з ізольованим передчасним телархе не спостерігається менструації, росту волосся на лобку (пюбархе) або росту кісток, характерного для пубертату. Початковий розвиток грудей може бути двостороннім або одностороннім і зазвичай починається з твердої дископодібної ділянки тканини під ареолою, яку можна помилково прийняти за новоутворення, але це майже завжди нормальний фізіологічний процес. Молочна залоза часто болюча при пальпації, але виділення з грудей переважно відсутні. Зазвичай молочні залози не розвиваються поза 3 стадію за шкалою Таннера, отже, зберігаються підліткові соски. Крім того, у 90 % пацієнток з ізольованим передчасним телархе збільшення грудей зникає через 6 місяців-6 років після встановлення діагнозу.
Найчастіший вік розвитку ізольованого передчасного телархе становить від 0 до 2 років, з рівнем поширеності від 2,2 до 4,7 % всіх немовлят жіночої статі. Їх грудні залози зазвичай демонструють поперемінну прогресію та регресію росту з 6-тижневими інтервалами, часто повністю зменшуючись у розмірі протягом 1,5 років. Через доброякісний характер захворювання та схильність до самостійного зникнення передчасне телархе: воно не потребує лікування. Однак передчасне телархе слід оцінити, щоб виключити додаткові причини, такі як гіпотиреоз або передчасний пубертат, особливо, якщо присутні інші симптоми. Такі оцінки, як правило, включають серійні дослідження та рентгенограми.

## Передчасний пубертат
Передчасний пубертат — стан, коли пубертат настає до 7 або 8 років. Відрізняється від передчасного телархе наявністю менархе/адренархе, пубархе, вагінальних виділень та росту кісток. Хоча передчасне телархе та передчасний пубертат є різними станами, існує деякий збіг: приблизно від 14 до 18 % дівчат, які виявляють передчасне телархе, додатково розвивають передчасний пубертат. Передчасний пубертат можна визначити за допомогою УЗД органів малого тазу, щоб оцінити розмір яєчників і матки відносно віку дівчинки. Інші методи діагностики включають аналізи крові для визначення рівня гормонів і огляди лікаря з подальшими призначеннями для відстеження розвитку.

## Варіант телархе
Варіант Телархе, який також називають гіпертрофованим телархе, є проміжним станом між передчасним телархе та передчасним пубертатом. Цей стан нагадує передчасне телархе без циклічного збільшення та зменшення росту грудей. Ріст волосся на лобку (пюбархе) і поширений ріст кісток часто присутні у варіанті телархе. Проте це зростання не призводить до повної статевої зрілості, як це відбувається з передчасним пубертатом.